# Піхтова вулиця (Київ)
Пі́хтова ву́лиця — вулиця в Дарницькому районі міста Києва, селище Бортничі. Пролягає від вулиці Івана Богуна до Польової вулиці.

## Історія
Вулиця виникла в середині 2000-х років. Назва — з 2010 року. Не відповідає лексичним нормам української літературної мови (рос. пихта перекладається українською як смерека).